# Радомлє (футбольний клуб)
ФК «Радомлє» (словен. Nogometni Klub Radomlje) — словенський футбольний клуб з однойменного поселення, заснований у 1972 році. Виступає у Першій лізі. Домашні матчі приймає на стадіоні «Спортни Парк» в Домжале (3 100 глядачів), оскільки однойменний домашній стадіон не відповідає вимогам Футбольного союзу Словенії.